# Agave tenuifolia
Agave tenuifolia là một loài thực vật có hoa trong họ Măng tây. Loài này được Zamudio & E.Sánchez mô tả khoa học đầu tiên năm 1995.